# Hinzuanius pauliani
Hinzuanius pauliani is een hooiwagen uit de familie Biantidae.